# Achim Schneider (Mediziner)

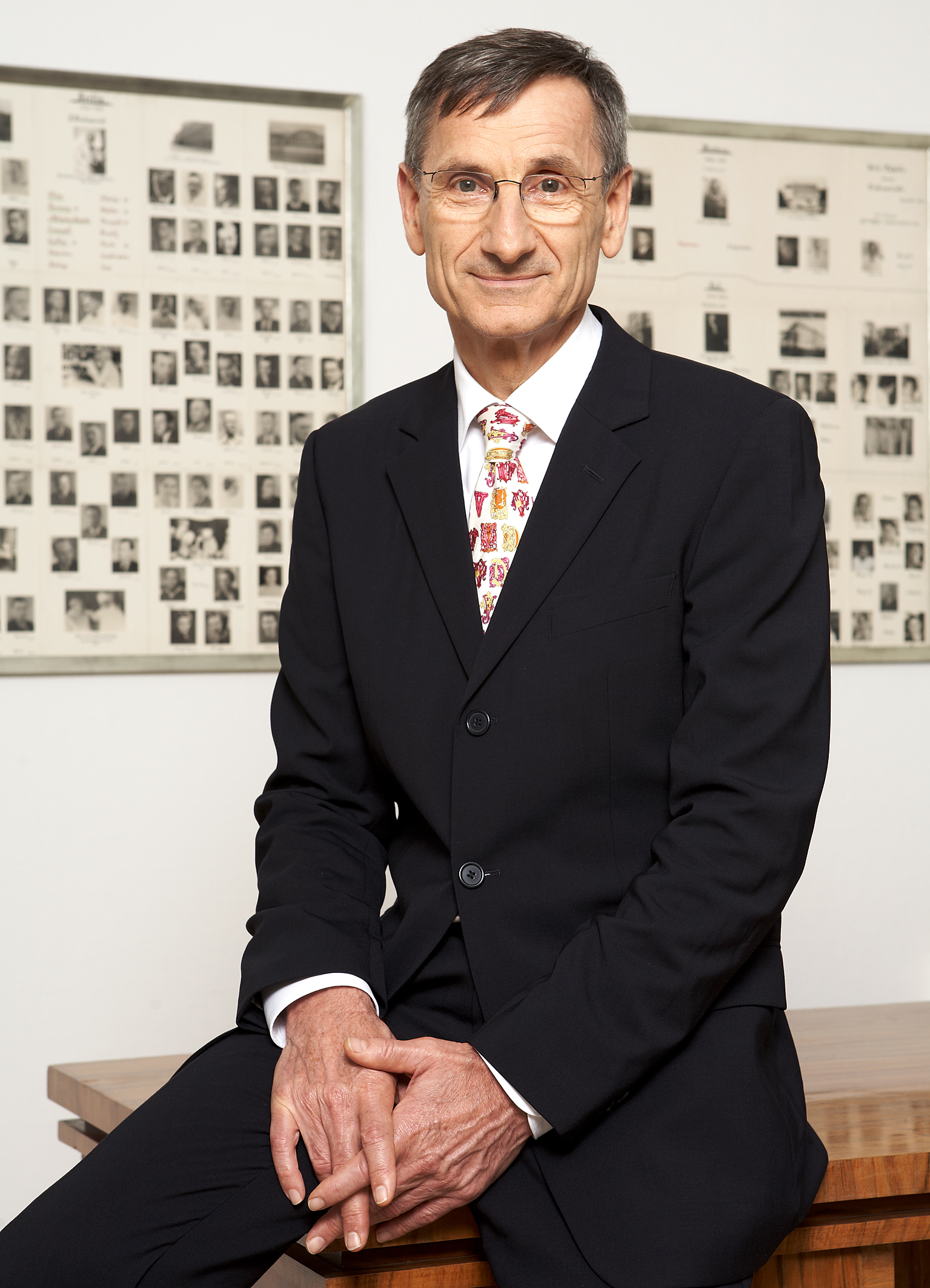
Achim Schneider (2011)

Achim Schneider (* 17. September 1950 in Augsburg) ist ein deutscher Gynäkologe und Geburtshelfer.

## Leben und Wirken
Achim Schneider legte 1969 am humanistischen Gymnasium St. Stephan in Augsburg das Abitur ab. Er studierte Medizin an den Universitäten Würzburg, Wien, Innsbruck und Ulm, wo er auch 1975 promovierte. Im selben Jahr legt der auch das amerikanische Staatsexamen (ECFMG) ab. Er arbeitete als Medizinalassistent in Berlin und Nürnberg und danach jeweils ein Jahr als Assistenzarzt in der Frauenklinik Esslingen und der chirurgischen Abteilung des Krankenhauses Schorndorf. Als Wehrersatzdienst folgten zwei Jahre ärztliche Tätigkeit in Butha Buthe, Lesotho mit dem Deutschen Entwicklungsdienst.
Achim Schneider war dann fünf Jahre wissenschaftlicher Assistent an der Universitätsfrauenklinik Ulm, wo er 1987 habilitierte und Facharzt für Frauenheilkunde und Geburtshilfe wurde. In den folgenden sieben Jahren arbeitete er dort als Oberarzt, wurde außerplanmäßiger Professor, erwarb einen Master of Public Health an der Johns Hopkins University in Baltimore und machte eine Fellowship in gynäkologischer Onkologie an der University of Arizona, Tucson. Er erwarb alle drei Subspezialisierungen, d. h. operative Gynäkologie und gynäkologische Onkologie, Geburtshilfe pränatale Medizin und gynäkologische Endokrinologie und Reproduktionsmedizin und machte eine Ausbildung zum Medizinökonom an der Universität Bayreuth.
1994 wurde er auf den Lehrstuhl (C4-Professur) für Gynäkologie an der Friedrich-Schiller-Universität Jena berufen. Von 2004 bis 2013 war er C4-Professor für Gynäkologie und gynäkologische Onkologie und Direktor der Klinik für Gynäkologie der Charité. Seit 2014 ist er Leiter der Dysplasiesprechstunde am Medizinischen Versorgungszentrum im Fürstenberg-Karree Berlin.
Seit 1992 ist Achim Schneider mit der Gynäkologin Viola Schneider verheiratet. Sie haben zwei Töchter und leben in Berlin.

## Berufliche Schwerpunkte
Die klinische Tätigkeit von Achim Schneider umfasst die Diagnostik und Therapie von genitalen Neoplasien mittels minimalinvasiver Verfahren. Er hat mit seiner Arbeitsgruppe in Deutschland neue laparoskopische Operationstechniken in der gynäkologischen Onkologie eingeführt und etabliert. Wissenschaftlich befasst er sich mit der primären und sekundären Prävention von HPV-assoziierten ano-genitalen Neoplasien, wobei er als klinischer Kooperationspartner für die Arbeitsgruppe von Harald zur Hausen fungiert.

## Mitgliedschaften
- Deutsche Gesellschaft für Gynäkologie und Geburtshilfe
  - Arbeitsgemeinschaft gynäkologische Onkologie
  - Arbeitsgemeinschaft Gynäkologische Endoskopie
- Arbeitsgemeinschaft für Kolposkopie und Zervixpathologie
- European Forum for the Research of Papilloma virus infections in humans and animals
- Deutsche Krebsgesellschaft
- International Papilloma Virus Society
- EORTC Gynecologic Cancer Group
- European Society of Gynaecological Oncology (ESGO)
- Deutsche Akademie der Naturforscher Leopoldina (seit 2003)[1]
- Berliner Krebsgesellschaft

## Auszeichnungen
- Stipendium Boehringer Ingelheim Fonds (1985)
- Stipendium Merck International Fellowship (1989)
- Ehrenmitglied Canadian Society for Colposcopy (1994)
- Barbara Moore Jordan Visiting Professorship in Gynecologic Oncology, Memorial Sloan Kettering, New York (2003)
- Richard Symmonds Visiting Professorship, Mayo Clinic, Dept. of Gynecology, Rochester (2008)
- Vorsitz der Cervical Cancer Initiative Advisory Group der UICC (2010)
- Ehrenmitglied Johns Hopkins University Society of Scholar 2012
- Mitglied der WHO Arbeitsgruppe „Comprehensive cervical cancer control: a guide to essential practice“ (2012)

## Schriften (Auswahl)
- A. Schneider: G M. Screening for cervical cancer in Butha Buthe, Lesotho. In: Tropical Doctor. 14, 1984, S. 170–174.
- A. Schneider, H. Kraus, R. Schuhmann, L. Gissmann: Papillomavirus infection of the lower genital tract: detection of viral DNA in gynecological swabs. In: International Journal of Cancer. 35(4), 1985, S. 443–448. PMID 2985509
- H zur Hausen, A. Schneider: The Role of Papillomaviruses in Human Anogenital Cancer. In: The Papovaviridae. 1987, 2(9).
- A. Schneider, T. Oltersdorf, V. Schneider, L. Gissmann: Distribution pattern of human papilloma virus 16 genome in cervical neoplasia by molecular in situ hybridization of tissue sections. In: International Journal of Cancer. 39(6), 1987, S. 717–721. PMID 3034804
- A. Schneider, E. Sawada, L. Gissmann, K. Shah: Human papillomaviruses in women with a history of abnormal Papanicolaou smears and in their male partners. In: Obstetrics & Gynecology. 69(4), 1987, S. 554–562. PMID 3029642
- A. Schneider, T. Kirchhoff, G. Meinhardt, L. Gissmann: Repeated evaluation of human papillomavirus 16 status in cervical swabs of young women with a history of normal Papanicolaou smears. In: Obstetrics and gynecology. 1992, 79(5(Pt 1)), S. 683–688. PMID 1314360
- A. Schneider, M. Possover, S. Kamprath, U. Endisch, N. Krause, H. Nöschel: Laparoscopy-assisted radical vaginal hysterectomy modified according to Schauta-Stoeckel. In: Obstet Gynecol. 88(6), 1996, S. 1057–1060. PMID 8942853
- Marc Possover, N. Krause, K. Plaul, R. Kühne-Heid, A. Schneider: Laparoscopic para-aortic and pelvic lymphadenectomy: experience with 150 patients and review of the literature. In: Gynecol Oncol. 1998, 71(1), S., 19–28. PMID 9784314
- M. Possover, N. Krause, R. Kühne-Heid, A. Schneider: Laparoscopic assistance for extended radicality of radical vaginal hysterectomy: description of a technique. In: Gynecol Oncol. 70(1), 1998, S. 94–99. PMID 9698482
- M. Possover, S. Stöber, K. Plaul, A. Schneider: Identification and preservation of the motoric innervation of the bladder in radical hysterectomy type III. In: Gynecol Oncol. 79(2), 2000, S. 154–157. PMID 11063637
- S. Malur, M. Possover, W. Michels, A. Schneider: Laparoscopic-assisted vaginal versus abdominal surgery in patients with endometrial cancer – a prospective randomized trial. In: Gynecol Oncol. 80(2), 2001, S. 239–244. PMID 11161866
- H. Hertel, C. Köhler, W. Michels, M. Possover, R. Tozzi, A. Schneider: Laparoscopic-assisted radical vaginal hysterectomy (LARVH): prospective evaluation of 200 patients with cervical cancer. In: Gynecol Oncol. 90(3), 2003, S. 505–511. PMID 13678717
- C. Köhler, P. Klemm, A. Schau, M. Possover, N. Krause, R. Tozzi, A. Schneider: Introduction of transperitoneal lymphadenectomy in a gynecologic oncology center: analysis of 650 laparoscopic pelvic and/or paraaortic transperitoneal lymphadenectomies. In: Gynecol Oncol. 95(1), 2004, S. 52–61. PMID 15385110
- H. Hertel, C. Köhler, D. Grund, P. Hillemanns, M. Possover, W. Michels, A. Schneider, German Association of Gynecologic Oncologists (AGO): Radical vaginal trachelectomy (RVT) combined with laparoscopic pelvic lymphadenectomy: prospective multicenter study of 100 patients with early cervical cancer. In: Gynecol Oncol. 103(2), 2006, S. 506–511. PMID 16690104
- C. Altgassen, H. Hertel, A. Brandstädt, C. Köhler, M. Dürst, A. Schneider, AGO Study Group: Multicenter validation study of the sentinel lymph node concept in cervical cancer: AGO Study Group. In: J Clin Oncol. 26(18), 2008, S. 2943–2951. PMID 18565880